# Tiffany Foxx
Tiffany Foxx (St. Louis, 27 de novembro de 1985) é uma rapper e modelo americana. Foxx ganhou seu primeiro reconhecimento em 2005 depois de aparecer no álbum de compilação de boas-vindas de Snoop Dogg, "Bigg Snoop Dogg Presents...Welcome to tha Chuuch: Da Album". Em 2010, ela formou um grupo de Hip-Hop chamado June 5, Eles lançaram a mixtape "ERstory". logo depois Foxx decidiu seguir carreira solo.
Em 2012, a rapper Lil' Kim assinou Foxx em sua gravadora, a International Rock Star Records. Desde então, ela lançou três mixtapes, "Yellow Tape", "Goal Diggers" e "King Foxx". Ela também estrela o reality show da VH1, "Love & Hip Hop: Atlanta".

## Carreira

### June 5 (2009 - 2011)
June 5 foi um grupo de rap feminino de St. Louis, Missouri, formada em 2009 assinado sobre a Mizay Entertainment além de Tiffany Foxx, ogrupo era composto por outras artistas como Scar Ladon, e Brooke Holladay. O grupo surgiu quando todas as três meninas se reuniu em 5 de junho de 2009.
Tiffany afirmou: "Quando viemos juntos pela primeira vez que nos conhecemos, estávamos todos no negócio, portanto, nos unimos nossas forças em 5 de junho e se tornou o "June 5". Em 24 de março de 2010, 05 de junho lançou seu primeiro mixtape chamada, "HERstory".
Em 2011, Tiffany Foxx apareceu na 12° faixa da segunda mixtape, Black Friday, da rapper Lil' Kim, onde mostra uma entrevista entre as duas artistas.

### Carreira Solo (2012 - presente)
Em 2012, ao rapper Lil' Kim assinou Tiffany Foxx para sua gravadora, Queen Bee Entertainment. Juntos, as duas lançaram duas músicas, "Twisted" e "Jay-Z", sendo que ambos têm vídeos de música de acompanhamento. No vídeo da música "Twisted", Miley Cyrus aparece ao lado de suas amigas Lil' Kim e Foxx como aparição especial.
Em 15 de outubro de 2013 Tiffany Foxx apareceu no "BET Hip Hop Awards BET" cifra. No dia de Natal, Foxx revelou arte para sua próxima mixtape intitulada "King Foxx", que estava previsto para ser lançado no Dia dos Namorados. Tiffany Fox se juntou ao elenco de "VH1 Love & Hip Hop: Atlant", que estreou em 20 de abril de 2015.

## Discografia

### Mixtapes
- 2010: HERstory
- 2012: Yellow Tape
- 2013: Goal Diggers
- 2014: King Foxx